# Cordigliera centrale (Nuova Guinea)
La Cordigliera centrale  (in indonesiano Pegunungan Tengah, in inglese New Guinea Highlands) è la sezione montuosa situata nella parte centrale, posta tra i Monti Maoke (sezione occidentale) e i Monti Bismarck (sezione centro-orientale) della catena che attraversa orizzontalmente la Nuova Guinea.
È nota anche come "Monti d'Albertis", dal nome di Luigi Maria d'Albertis, navigatore ed esploratore che la esplorò nel 1877-1878, nel corso della sua seconda spedizione in Nuova Guinea. Comprende l'importante area etnografica di Mount Hagen.
Per estensione il termine "Cordigliera centrale" è usato per indicare l'intera catena montuosa che attraversa la Nuova Guinea, composta quindi dai Monti Maoke a occidente, gli Altopiani centrali e i Monti Bismarck a oriente.